# Донати (фамилия)
Донати (на италиански: Donati) е благородническа фамилия във Флоренция, която преди всичко през XIII век има голямо политическо значение във Флорентинската град-държава. Прочута е чрез писателя Данте Алигиери.
Фамилията забогатява чрез земите си в регион Муджело, северно от Флоренция. Баща на фамилията е един Фиоренцо, който от XI век резидира във Флоренция; Донато дел Пацо по документи дава името на фамилията през 1165 г., неговият син Винкигуера е като Console dei Militi един командант на градската милиция.
Фамилията е привърженик на Гвелфите и трябва да напусне Флоренция през 1260 – 1267 г. Данте Алигиери е роден в къща на Донатите през 1265 г. Между 1283 и 1285 г. той се жени за Гемма Донати (ок. 1265 – 1329/1332 във Флоренция) една братовчедка на Корсо ди Симоне Донати († 1308), вожд на „черните Гвелфи“.
Лукреция Донати (пр. 1447 – 1501) e приятелка на Лоренцо Медичи.